# Bernard Lachance
Pour les articles homonymes, voir Lachance.
 (mai 2021).
Si vous disposez d'ouvrages ou d'articles de référence ou si vous connaissez des sites web de qualité traitant du thème abordé ici, merci de compléter l'article en donnant les références utiles à sa vérifiabilité et en les liant à la section « Notes et références ».
Bernard Lachance, né le 23 juin 1974 à Lévis et mort le 11 mai 2021 à Saint-Didace, est un auteur-compositeur-interprète et complotiste québécois.

## Biographie

### Jeunesse
Intéressé par la musique dès l'enfance, Bernard Lachance fut émerveillé par le piano. 

### Carrière
En 1989, il commença ses études en trompette au Conservatoire de musique de Québec. Il quitta Québec trois ans plus tard et arriva à Montréal avec une idée : faire du show-business en faisant connaître sa voix. Il a notamment joué au Capitole de Québec et au théâtre du Centre Molson.
Fin 1997, il s'associe avec Serge Paré et son équipe qui viennent d'établir deux étiquettes de disques, Phénix Productions et Prospectart, toutes deux divisions des Productions Serge Paré. L'auteur-compositeur-interprète, qui joue notamment du piano et de la trompette, choisit l'étiquette Prospectart. C'est à ce moment qu'il enregistre son premier album, Seul, en compagnie de l'auteur Jean-Paul Dréau et de l'ingénieur de son Bernard Torelli. L'album paraît en octobre 1998 et connaît un succès immédiat. Après quelques mois, sa compagnie de disques ferme ses portes et son union avec Serge Paré prend fin. 

### En solo
Après cette déception, Bernard Lachance, alors sans le sou, lance un appel à son fan club pour trouver des investisseurs. Quelques fans sont au rendez-vous et Bernard fonde sa compagnie, Les productions Bernard Lachance, qu'il abandonnera rapidement. Il rencontre Sylvain Gagné qui deviendra son unique investisseur pour la création de la compagnie de disques « les Productions Ad Libitum » et, en 2000, ils lancent le deuxième album intitulé Ad Libitum. Cet album se vend à 100 000 exemplaires, dans les centres commerciaux, les foires commerciales, et autres. Bernard conserve ainsi toutes les recettes, ce qui entraînera la fin définitive de la collaboration avec Sylvain Gagné. En 2005, il est à deux doigts de signer avec Universal Music. Il finit par sortir, peu de temps après, l'album While I Remember You, qui affirme une certaine maturité dans la voix du chanteur.
Il est surtout connu pour ses techniques de promotion inhabituelles et originales. En 2003 il loue le Centre Bell à son compte et vend lui-même plus de 4 000 billets (le Centre Bell a une capacité de 5 000 à 21 000 selon les configurations). Il répète la chose en 2007 au Massey Hall de Toronto (sous l'impulsion d'Universal même). En 2008, il réussit à communiquer avec les propriétaires du Radio City Music Hall de New York, qui lui proposent de passer d'abord au Chicago Theater, qu'ils dirigent aussi. Le 12 avril 2009, il annonce à l'émission Tout le monde en parle qu'il a vendu environ 700 billets de son spectacle prévu pour le 6 juin. Précisant qu'il ne s'attend pas à remplir la salle, il explique qu'une de ses stratégies est de recruter une chorale (300 personnes, précise-t-il), à qui il donne une chance de chanter dans cette célèbre salle, et que la seule chose qu'il leur demande en échange, c'est d'essayer de vendre quatre billets chacun (Guy A. Lepage de commenter: « Donc c'est une chorale pyramidale ? »). Un autre élément particulier de son approche est le t-shirt qu'il porte et qui reproduit le plan de la salle, sur lequel les places vendues sont biffées par les acheteurs.
En 2009, il signe un contrat avec la compagnie de disques Isba. Il interprète une de ses chansons à la télévision américaine la même année, mais sa carrière ne décolle pas par la suite.

### Théories conspirationnistes sur le sida et mort
Bernard Lachance apprend en 2008 qu'il est séropositif au VIH ce qui a un fort impact négatif sur lui, il commence à se soigner l'année suivante. Il est exposé en mai 2017 aux théories du complot sur le sida et notamment à la contestation de la responsabilité du VIH dans le sida; il arrête son traitement le mois suivant; il modifie considérablement son hygiène de vie dans le même temps, ce qui pendant une courte période améliore son état.
Il est adepte de théories conspirationnistes, notamment celles promues par Guylaine Lanctôt, une ex-médecin complotiste qu'il rencontre en 2017 avant d'avoir arrêté ses traitements et avec qui il se lie d'amitié,. Guylaine Lanctôt est la première mais pas la seule source des croyances complotistes de Bernard Lachance, cependant la majorité d'entre elles ont en commun d'avoir eu un parcours scientifique. Ainsi, en 2020, lors de son passage dans l’émission de Denis Lévesque sur LCN, il affirme que le sida est une pandémie « frauduleuse, criminelle et aussi scénarisée par les mêmes acteurs et les mêmes institutions » que celles « impliquées » dans la pandémie de COVID-19. Lévesque met alors fin à l'entrevue et il ne la diffuse pas,. Par la suite, Lachance publie sur internet sa prise de position. Il réitère ses propos sur la chaîne YouTube du conspirationniste Alexis Cossette-Trudel,.
Bernard Lachance meurt le 11 mai 2021 à son domicile de Saint-Didace, d'une septicémie bactérienne, infection opportuniste liée au sida qu'il ne soignait plus depuis quatre ans,. À sa mort, sa famille fait fermer son site qui diffusait ses thèses conspirationnistes. L'annonce du décès de Bernard Lachance a eu un impact notable au Québec : l'extrait du journal télévisé correspondant a dépassé le million de vues en ligne, des malades du sida en arrêt de traitement l'ont repris en apprenant la nouvelle. Cependant avant sa mort, Bernard Lachance cachait en ligne la gravité de son état de santé et avait déclaré que s'il venait à mourir ce serait du fait d'un assassinat, si bien qu'une partie de son ancien public ne croit pas qu'il soit mort de maladie.

## Discographie
- 1998 : Seul (Productions Serge Paré/Prospectart)
- 2000 : Ad Libitum (Producteurs exécutifs : Sylvain Gagné et Bernard Lachance des Productions Ad Libitum)
- 2005 : While I Remember You (Productions Ad Libitum)